# Merete Kruuse
Merete Kornerup Kruuse (født 26. april 1932 i Charlottenlund, død 13. oktober 2000 i Næstved) var en dansk forfatter af børnebøger og science fiction.
Hun var datter af magister og seminarielærer Hugo Kruuse (f. 1903 i Esbjerg og fætter til Jens Kruuse) og faglærer Camma Kornerup (f. 1904 - datter af maleren Valdemar Kornerup og søster til kirkehistoriker Bjørn Kornerup).
Merete Kruuse var oprindelig uddannet reklametegner på Tegneskolen for Kvinder (nu Danmarks Designskole) - hvor hendes morfar også havde undervist. Hun havde egen tegnestue i nogle år inden hun blev forfatter, og blev blandt andet udstillet på Museum of Modern Art i New York City.
Hendes forfatterkarriere begyndte da hun fik udgivet en samling science fiction-noveller (Dame i rød rumdragt) på Stig Vendelkærs Forlag i 1970).
I 1972 udkom hendes første børnebog Rode-Rikke, som vandt Kulturministeriets Børnebogspris året efter. Bogen blev oversat til en række sprog og udgivet blandt andet i Norge, Sverige, England, Østtyskland og Sydafrika. Der kom et par opfølgende bind i serien om Rode-Rikke i de følgende år.
Merete Kruuse skrev en række andre børne- og ungdomsbøger i 1970'erne og 1980'erne og var aktiv i Science Fiction Cirklen og i Selskabet for Psykisk Forskning i en lang række år.